# Télipinu
Pour les articles homonymes, voir Télipinu (homonymie).
Télépinu (écrit aussi Télépinou, Telipinu, Telibinu ou Telebinu), beau-fils d'Ammuna, est un roi hittite qui régna de 1525 à 1495 av. J.-C. (en chronologie courte). Il fut célébré grâce à un édit qui établissait une loi successorale demeurée en vigueur jusqu'à la chute de l'empire hittite, grâce aussi à plusieurs campagnes militaires couronnées de succès et à un traité avec le roi du Kizzuwatna.

## Vie
Ammuna fils de Zidanta Ier et beau-père de Télépinu, est assassiné par son propre fils qui lui succède. Mais sous son règne les Hittites perdent deux provinces, l'Arzawa et l'Adana. Après sa mort, Huzziya Ier lui succède comme héritier, probablement illégitime. Cependant son règne est court : Télépinu exile Huzziya et ses frères, prend le pouvoir et promulgue un édit qui établit la loi successorale. Il consolide le royaume hittite par diverses campagnes militaires et par un traité avec le roi du Kizzuwatna, une région anatolienne.

## Héritiers
Les héritiers de Télépinu sont mal définis. On connaît cependant quelques noms et leur ordre successoral : Alluwamna, Hantili II, fils du précédent, Tarhurwaili, Zidanta II, Huzziya II et Muwatalli Ier. Cette période est pleine de nouvelles menaces, celles des Gasgas et des Hourrites.

## L'édit de Télépinu
Vers la fin du XVIe siècle, Télépinu, législateur, a tenté de mettre fin aux multiples assassinats au sein de la famille royale en modifiant la loi successorale. Par cet édit, nous savons que dans l'empire hittite, bien avant les Grecs, il existait un embryon de démocratie. Il y est fait mention d'une assemblée, sorte de cour suprême, où le peuple pouvait condamner le roi, même à mort, ce qui semble nouveau à cette époque. Le beau-fils d'Ammuna a aussi permis à ceux qui n'étaient pas de famille royale de devenir roi en cas de vacance du pouvoir.